# Mikel Zabalza Garate
Mikel Zabalza Garate, també conegut com a Mikel Zabaltza Garate, (Orbaizeta, agost de 1952 - caserna d'Intxaurrondo, Sant Sebastià, 26 de novembre de 1985) fou un conductor d'autobusos basc, que morí torturat per la Guàrdia Civil espanyola a la caserna d'Intxaurrondo, després que se'l vinculés erròniament amb l'organització armada ETA.

## Orígens
L'agost de 1952 nasqué a la localitat navarresa d'Orbaizeta, poble fronterer amb la Baixa Navarra, en una família formada pel Sr. Zabalza i Garbiñe Garate. Fou el major de nou germans: Lourdes, Itziar, Arantza, Iñigo, Patxi, Aitor, Begoña i Idoia. Durant l'adolescència treballà al seu poble com a pastor i, en anys posteriors, en tasques de conservació de monts i com a bomber al servei de la Diputació Foral de Navarra. L'any 1980 trobà feina a Sant Sebastià, a l'empresa municipal Companyia del Tramvia de Sant Sebastià, com a conductor d'autobusos de la línia interurbana entre Errenteria i la capital guipuscoana. Per aquesta raó, es traslladà a viure al barri d'Altza de Sant Sebastià, en un habitatge de protecció oficial que compartí amb el seu cosí Manuel Bizkai. En motiu de l'activitat laboral, s'afilià al sindicat Solidaritat dels Treballadors Bascos (ELA-STV), proper al Partit Nacionalista Basc (PNB).

## Detenció i assassinat
La nit del 26 de novembre de 1985, agents del Servei d'Informació de la Guàrdia Civil espanyola («Grup roig») el detingueren, juntament amb el seu cosí Manuel Bizkai, a la nova residència de Sant Sebastià, i els traslladaren a la caserna d'Intxaurrondo, dirigida en aquell temps pel general Enrique Rodríguez Galindo. El mateix dia, foren detinguts la seva parella sentimental Idoia Aierbe, al domicili dels seus pares de Sant Sebastià, així com l'estudiant Ion Arretxe a Errenteria, i traslladats igualment a la caserna d'Intxaurrondo. Paral·lelament, a Orbaizeta, foren detinguts dos dels germans de Zabalza, Patxi i Aitor, els quals quedaren en llibertat després de 10 hores. L'actuació succeí en el marc d'una operació antiterrorista després que, el dia abans, ETA hagués comès un atemptat mortal contra dos militars de l'Armada espanyola i un agent de la Guàrdia Civil.
En aplicació de la legislació antiterrorista, Manuel Bizkai, Idoia Aierbe i Ion Arretxe foren traslladat a Madrid després de 72 hores a Intxaurrondo. Un cop passaren 5 dies en dependències policials madrilenyes foren alliberats sense càrrecs ni fiança. Tots tres denunciaren haver patit tortures durant els vuit dies de detenció, sense que aquestes arribessin a prosperar als jutjats. Durant aquells dies, la mare de Zabalza, veient que tots els seus detinguts estaven en llibertat menys el seu fill, s'apropà a la caserna i a l'hora de preguntar per la seva situació, el guàrdia civil de la porta li respongué que si havia perdut un fill, anés a «objectes perduts». Anys més tard, l'any 2016, aquella resposta cínica donà nom a un reportatge sobre el cas.
Davant la incertesa general sobre la localització de Zabalza, les autoritats responsables de la seva custòdia policial anunciaren que s'havia escapat quan estava sent dirigit de matinada cap a un presumpte zulo d'ETA, que mai va ser localitzat. El lletrat de la Guàrdia Civil, Jorge Argote, realitzà una roda de premsa per a expressar la versió oficial dels fets. Segons aquesta versió, Zabalza saltà al riu Bidasoa, al seu pas pel poble d'Endarlatsa, al municipi de Lesaka, quan es desempallegà dels tres agents que l'escortaven i s'escapolí per un forat de la paret del túnel de l'antiga via del tren miner, que en aquells moment creuaven. A partir d'aleshores, per tal de trobar-lo, es desplegà a la zona boscosa un nombrós dispositiu de recerca encapçalat per la Creu Roja de Sant Sebastià. Mentre se succeïren les mobilitzacions als carrers de Sant Sebastià i Pamplona exigint respostes a la desaparició, el ministre de l'Interior espanyol José Barrionuevo mantingué en ferm la versió oficial i insistí que apareixeria amb vida. Pel que fa a la família Zabalza, la seva germana Lourdes, explicà que «la Guàrdia Civil ens feu creure que en Mikel estava viu, que s'havia fugat a Iparralde».
No obstant, el 15 de desembre, vint dies després de la seva detenció, el seu cadàver aparegué amb les mans emmanillades, al llit fluvial del tram del Bidasoa on presumptament desaparegué. Fou precisament en aquest indret on la gent l'havia buscat gairebé a diari i Creu Roja havia aturat la cerca el dia abans. La troballa la feren agents del Grup Antiterrorista Rural (GAR) de la Guàrdia Civil, quan a les 13:15 hores veieren un cos humà al riu. El delegat del Govern espanyol a Navarra, Luis Roldán, fou advertit a les 13:50 hores i, a continuació, informà a la família mitjançant una trucada telefònica a Orbaizeta que contestà la seva germana Lourdes. Davant la consternació de la notícia, preguntà «segur que és el meu germà?» i Roldán respongué taxativament «Qui serà sinó!». Responsables de la Creu Roja del Mar, presents en les tasques de cerca al riu, quedaren estranyats que l'haguessin trobat a 150 metres de la vertical del túnel ja que «férem un rastreig exhaustiu inspeccionant el terreny pam a pam i fins i tot revisant-lo diverses vegades. El cos d'un ofegat en un riu triga a sortir a la superfície, per regla general, entre nou i dotze dies, que és el termini en què comença la descomposició i l'alliberament dels gasos que actuen de flotador». La notícia aplegà a nombrosos veïns fins al túnel però no pogueren acostar-se fins al punt on es trobava el cos de la víctima. A les 16 hores, el jutge de Pamplona Fermín Zubiri certificà la mort i membres de la Creu Roja col·locà el cadàver dins d'un fèretre després de retirar-lo del riu. El cadàver de Zabalza responia a una descripció sense senyals de descomposició, amb el rostre congestionat, el ventre inflat i les mans emblanquides per les manilles. Pel que fa a la vestimenta, duia uns pantalons corporatius de xofer de la companyia de tramvies de Sant Sebastià, una camisa de quadres vermells i negres, i unes sabatilles esportives de color negre.

## Autòpsia i reaccions
La primera autòpsia del cadàver la realitzà el metge forense Luis Concheiro entre les 20:15 hores i les 23:25 hores del 15 de desembre a Pamplona. A l'expectativa dels resultats oficials previstos dos o tres dies després, els indicis observats apuntaren a la mort de Zabalza per ofegament, car el seu cos tenia una textura esponjosa, portava molts dies submergit en aigua i, a primera vista, no presentava símptomes externs clars de maltractes o lesions al cervell, més enllà d'una antiga cicatriu en un costat, seqüela probable d'alguna de les tres operacions quirúrgiques que es feu en els darrers dos anys. Segons els experts mèdics que tractaren amb el cos de la víctima, el fet que tingués aigua als pulmons prova que morí en immersió i no abans.
Dels resultats de la primera autòpsia, una de les dades que fonamentà la tesi del relat oficial fou la presència de taladrina a la sang i a l'estòmac de la víctima. Ara bé, l'existència d'aquest contaminant molt comú al Bidasoa en un índex 10 vegades superiors al que generalment hi havia al riu feu sospitar als analistes i donà ales a la hipòtesi que Zabalza hagués patit la injecció de taladrina o aigua contaminada del riu. També resultà altament qüestionat el fet que el cos, després de passar 20 dies a l'aigua tal com apuntà l'informe forense, no presentés cap desgast ni agressió per part de la fauna de la zona.
L'informe d'una segona autòpsia, a càrrec dels metges forense del Jutjat d'instrucció número 1 de Sant Sebastià, Carmen Baigorri i Luís Miguel Querejeta, qüestionà la versió oficial de la mort per ofegament al riu perquè el cos, en comptes d'estar intacte, hauria d'haver presentat lesions per arrossegament per l'aigua o mossegades de peix. Una altra dada significativa fou que el cos contenia 60-70 diatomees per mil·lilitre a la roba, a la sang del ventricle dret i al contingut gàstric, quan els índexs d'aquesta alga microscòpica al tram del riu eren de 7 per mil·lilitre.
A la tarda del 15 de desembre, poc després de conèixer-se l'aparició del cos de Zabalza, els seus companys de feina deixaren de fer funcionar els transports urbans de Sant Sebastià com a mostra de dol. El mateix dia, a Orbaizeta, s'oficià una missa en record seu i es resà un rosari en homenatge a la víctima. Pel que fa a la seva presumpta militància a ETA, tant l'organització armada basca com el ministre José Barrionuevo, negaren la seva pertinença o col·laboració. Posteriorment, la mort de Zabalza provocà la convocatòria d'una vaga general al País Basc amb un suport massiu als centres de treball. La mobilització rebé el suport d'Herri Batasuna (HB), Moviment Comunista d'Euskadi (EMK), Auzolan, Jarrai, Convergència d'Esquerra Sindical-Coordinadora Unitària de l'Esquerra Sindical (ESK-CUIS), Comissions d'Obrers Patriotes (LAB), Confederació Nacional del Treball (CNT), Sindicat de Treballadors de l'Ensenyament del País Basc (STEE-EILAS), Partit Comunista d'Euskadi, Euskadiko Ezkerra i la Central Sindical Independent (CSI). En sentit contrari, el Partit Socialista Obrer Espanyol (PSOE), Unió General del Treball (UGT) i Coalició Popular desqualificaren la protesta. Mayor Oreja, líder d'aquest darrer partit, titllà els vaguistes de «covardia i irresponsabilitat», tot i que la policia arribà a carregar amb barres de ferro contra els treballadors en vaga. Al seu torn, el diari Egin publicà la notícia amb el titular «La vaga general de protesta a Euskadi es va enfrontar a una intervenció policial més brutal que mai».
En relació al cas, l'Agència Central d'Intel·ligència dels Estats Units (CIA) redactà un informe intern, datat el 13 de gener de 1986, amb el títol «La mort d'un presumpte terrorista podria causar un contraatac d'ETA». El document comença fent referència a la gran mobilització popular que generà el cas descrivint, a continuació, els detalls de la detenció i cinc línies més que estan ratllades amb la indicació al marge de «B3». Aquesta marca alfanumèrica fa referència a una de les dues excepcions de la llei d'informació que obliga als serveis d'intel·ligència estatunidenca a publicar els informes passat un període. Concretament l'indicatiu «B3» s'aplica a aquella informació susceptible de posar en perill als seus agents o dificultar les relacions diplomàtiques amb tercers països.
Al llarg dels anys, tant la germana Lourdes Zabalza como el metge forense Paco Etxeberria rebutjaren la versió del relat oficial. Mentre que la Lourdes destacà que el seu germà no sabia nadar i que, per tant, no tenia cap sentit que s'intentés escapar tirant-se a l'aigua i amb les mans emmanillades, Paco Extebarria emfasitzà en la importància de l'escenari del desenllaç segons el qual, després d'haver-lo estudiat amb deteniment, «és impossible que ell, estant emmanillat, s'hagués llençat per aquell forat del riu Bidasoa», tot afegint que «se'ls hi anà de les mans i feren un nyap», al·ludint a la constatació general de que Zabalza morí torturat.
Segons el diari El Mundo, alguns testimonis afirmaren que el jove navarrès fou sotmès a un intens interrogatori i morí per culpa de les tortures infligides amb el mètode de la «banyera», consistent en submergir el detingut en una banyera plena d'aigua, deixant-lo gairebé sense respirar, amb l'objectiu d'arrencar-li una declaració. En aquest sentit, Manuel Bizkai manifestà que «des de la meva posició podia sentir els sorolls que feia en Mikel, els vòmits, com si s'estigués ofegant. Ell estava dèbil perquè s'estava recuperant d'una operació recent. Quan s'assabentaren de que era conscient del què li estaven fent al meu cosí, em traslladaren a un altre lloc i augmentaren el volum de la ràdio perquè no el sentís». Així mateix, Idoia Aierbe explicà que, durant la detenció a Intxaurrondo, pogué veure en una civera el cos d'algú amb una complexió física com la de Zabalza.

## Judici
Els guàrdies civils responsables de la custòdia (els tinents Gonzalo Pérez García i Arturo Espejo Valero, i l'agent Fernando Castañeda Valls) foren processats en la primera fase de la investigació, no obstant això, el 22 d'abril de 1988 el magistrat de l'Audiència Provincial de Guipúscoa Antonio Giménez Pericás ratificà la interlocutòria que ell mateix dictà dies abans, el 13 d'abril, per la qual s'arxivava el cas per manca de proves. Els tres responsables seguiren treballant en el cos i Pérez García fou ascendit a coronel. Temps després, el 2022, Espejo Valero fou ascendit a tinent general per a exercir el cap del Comandament de Suport de la Guàrdia Civil espanyola.
L'any 1995, el periodista José Macca, del Diario 16, publicà la confessió de l'ex-guàrdia civil Vicente Soria afirmant que havia vist el cos de Zabalza en un ascensor de la caserna d'Intxaurrondo. Després de diverses investigacions periodístiques que assenyalaven la tortura com l'autèntica raó de la seva mort, el cas es tornà a obrir. En aquesta línia, l'any 2000 el contrabandista Pedro Luis Miguéliz Dabadie («Txofo») declarà davant d'un jutjat de Sant Sebastià que l'ex-guàrdia civil Enrique Dorado Villalobos l'informà que Zabalza havia mort a la caserna durant la detenció, després de patir tortures de mans seves i del també ex-agent Felipe Bayo Leal, ambdós condemnats en primera instància pel cas Lasa i Zabala. Així i tot, el jutge considerà que enca no hi havia prou proves per a condemnar i arxivà la causa.
Durant la reobertura del cas, els periodistes d'El Mundo Antonio Rubio i Manuel Cerdán aportaren al judici la transcripció d'una conversa entre l'excoronel del CESID Juan Alberto Perote i el capità de la Guàrdia Civil Pedro Gómez Nieto, en la qual manifestaren les circumstàncies de l'assassinat per tortures. Això no obstant, el tribunal denegà la prova perquè «no presenta una mínima qualitat convictiva», ja que Gómez Nieto negà l'existència de la conversa i el ministre de Defensa d'Espanya, Eduardo Serra, a través d'un escrit aportat l'11 de juliol de 1996, manifestà que «no existeix al centre cap document que contingui informació que pugui contribuir a l'esclariment de les circumstàncies en la qual es produí la mort de Mikel Zabalza». El 22 de febrer de 2021, el diari Público tragué a la llum, de forma íntegra i pública, el contingut de la gravació de la conversa, en la qual s'exposa literalment:
| « | Gómez Nieto: - Un judici meu així ràpid de valors, que se'ls n'ha anat de les mans, que se'ls ha quedat a l'interrogatori [Zabalza]. Perote: -Tu creus que se'ls ha mort a Intxaurrondo? Gómez Nieto: -Sí, la meva impressió és que a l'interrogatori, possiblement va ser una aturada cardíaca a conseqüència de la bossa al cap. | » |

## Homenatges i reconeixements

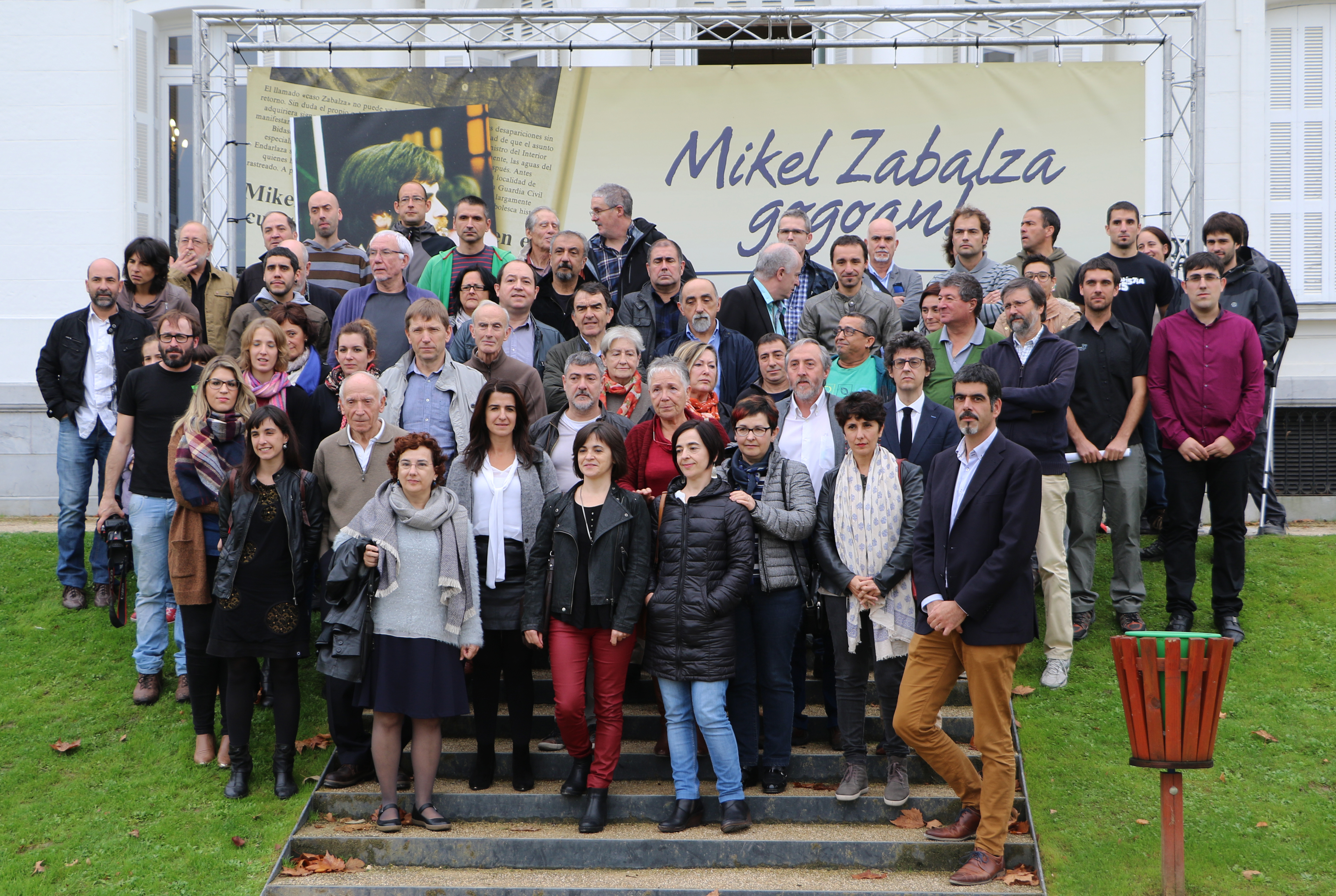
Presentació del projecte Galdutako objektuak.

L'11 de desembre de 1986, el Jutjat Central d'Instrucció número 1 de l'Audiència Nacional espanyola decidí processar els exdirectors dels diaris Avui i Segre, Jaume Serrats i Ramon Perelló respectivament, per un presumpte delicte d'apologia del terrorisme. La qüestió del cas versava en uns fets ocorreguts l'any anterior quan, el 17 de desembre, es publicaren les esqueles de Mikel Zabalza i Quim Sànchez, activista polític català de l'independentisme armat que morí manipulant explosius, en ambdues rotatives. En la mateixa interlocutòria foren acusats com a responsables del pagament de les esqueles: Juli Palou i Mínguez, Ismael Durà i Guimerà, Joaquim Roig i Ortiz, i Josep Ramon Freixes i Sentís, tots ells militants independentistes del PSAN, l'MDT, IPC o els CSPC. Finalment, el jutjat decretà la llibertat sense fiança de tots els processats malgrat imposar una sanció econòmica de 500.000 pessetes per a cadascú.
La plataforma popular Mikel Zabalza Gogoan ("Mikel Zabalza en Memòria") reuneix a familiars, amistats i activistes socials del jove assassinat per a reivindicar el cas, reclamar responsabilitats i mantenir la seva memòria. L'any 2016, la plataforma publicà ela websèrie Galdutako objektuak ("Objectes perduts") sobre els esdeveniments entorn del seu assassinat. El títol de l'obra fa referència a la resposta que rebé la seva mare, Garbiñe Garate, quan demanà explicacions de la desaparició del seu fill a la porta de la caserna: «si diu que ha perdut el seu fill, vagi a buscar-lo a objectes perduts».
El 10 de gener de 2019, el Govern navarrès celebrà una jornada titulada «Teixint la memòria», per tal de donar un impuls a la memòria de les víctimes de grups d'extrema dreta i funcionaris públics com ara Mikel Zabalza, Germán Rodríguez, Gladys del Estal o José Luis Cano. Aquest esdeveniment es realitzà després que succeïssin diversos fracassos judicials per a posar al mateix pla les víctimes d'aquesta tipologia amb les d'ETA i del franquisme. Pel que fa a les contraindicacions judicials, l'estiu passat el Tribunal Constitucional espanyol anul·là quasi tota la llei navarresa de 2015 per a reconèixer i reparar a les víctimes de la violència ultra. En la mateixa línia, la setmana anterior el Tribunal Superior de Justícia de Navarra paralitzà la convocatòria de subvencions forals a les universitats que documentessin casos de tortura i abús per part d'aquests grups.
El 28 de novembre de 2020, la plataforma Mikel Zabalza Gogoan organitzà un acte d'homenatge a la Casa de cultura de la localitat navarresa d'Auritz, amb l'assistència de diverses autoritats de govern, partits polítics, entitats locals i agents socials de Navarra. L'esdeveniment es veié afectat per les restriccions de la pandèmia de COVID-19, fet que provocà la limitació de l'aforament. Per aquesta raó fou retransmès pel canal de Youtube del portal Ahotsa.info i seguit en directe per 254 persones. L'acte fou dirigit per les actrius Irune Costa i Begoña Garaikoetxea, que varen recordar l'homenatjat a través d'una actuació teatral sobre la recerca d'objectes en unes golfes. També hi participaren el grup musical Marianitoz Blai, la ballarina Itxaso Etxepeteleku, així com l'escriptor i víctima de tortures policials Mikel Soto, que s'encarregà de la lectura de dos poemes del seu llibre Suak pizten direnean amb l'acompanyament musical del violoncelista Néstor Salaberria.

### Memorial d'Orbaizeta

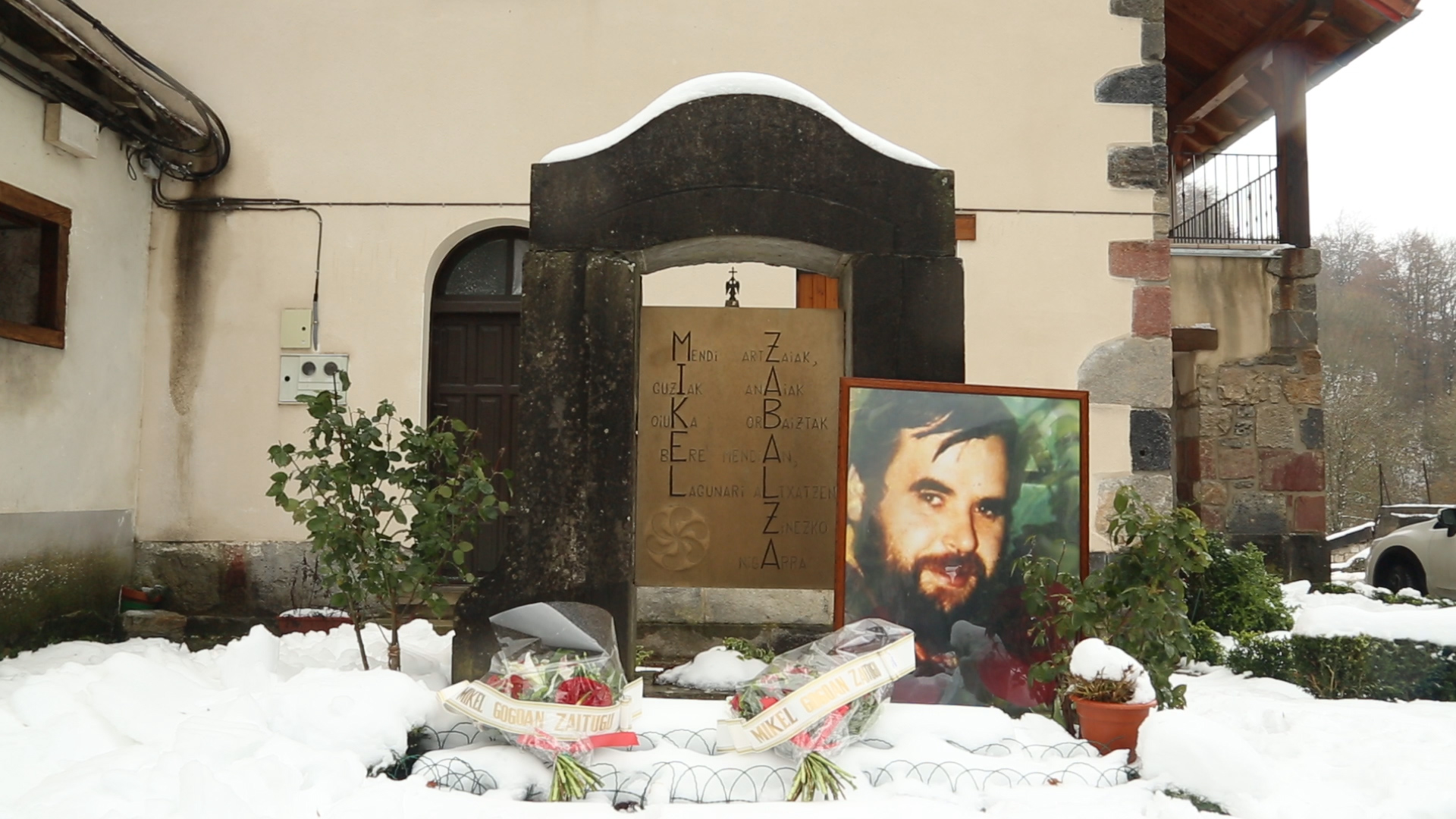
Memorial d'Orbaizeta

Cada any, en el diumenge més proper a la data de la seva mort, s'organitza un acte d'homenatge al monument en record a Zabalza, prop de l'antiga fàbrica d'armes del poble d'Orbaizeta. Aquest es tracta d'un memorial commemoratiu format per un arc de pedra amb una placa inscrita, que està situat davant de la que fou la seva casa natal. La placa del memorial conté la inscripció en basc «Mendi artZaiak, guzIak anAiak, ouiKa orBaiztak, bEre mendiAn, Lagunari aLtxatzen, Zinezko, nigArra», tot formant dues línies d'acròstic amb el seu nom i cognom. Amb la trobada anual es vol rememorar les mobilitzacions del dia del sepeli, el 18 de desembre de 1985, quan «infinitat de tractors i cotxes recorrien les carreteres de la vall, en un acte espontani i emotiu, i passàvem per davant de casa seva per a solidaritzar-nos amb la família».
L'any 2021, en motiu del 36è any de commemoració, es realitzà el divendres 3 de desembre i l'assistència d'autoritats polítiques fou molt escassa únicament amb presència de militants d'EH Bildu i de Sortu. Concretament, l'organització de l'acte trobà a faltar representació de Navarra Suma, després que el seu parlamentari foral Iñaki Iriarte manifestés «perdó» per no haver sabut «manifestar la nostra cura als seus familiars ni recolzar com és debut el seu dret a la Justícia».

### Mural d'Agoitz
El 25 d'abril de 2016, la delegada del Govern espanyol a Navarra Carmen Alba envià una carta de requeriment a l'ajuntament de la localitat navarresa d'Agoitz perquè fes esborrar, en un termini d'un mes, una mural d'homenatge al jove assassinat, que s'havia realitzat feia dos o tres anys abans a la plaça del Mercat. La notificació es feu després que la Guàrdia Civil espanyola localitzés i denunciés la pintada que duia per text «Mikel Zabalza gogoan! Tortura 1960-2013: 3587 tortura salaketa Euskal Herrian Aztnugal» (en català 'Mikel Zabalza en memòria! Tortura 1960-2013: 3587 denúncies de tortura al País Basc "Aztnugal"). La Delegació basà el requeriment en la «instrucció de la Fiscalia de l'Audiència Nacional del 7 de juliol de 2009» que obligava a «eliminar tots aquells símbols relacionats amb l'organització terrorista ETA», ja que la seva «exhibició pública pot ser constitutiva d'un delicte d'enaltiment del terrorisme». Així mateix, advertí que, en cas de no suprimir-se, prendria «les mesures oportunes».
Davant l'acusació de vinculació amb ETA, nombroses veus manifestaren la seva sorpresa i indignació. La presidenta del Govern de Navarra, Uxue Barkos, manifestà que volia pensar que es tractava d'una «patinada» fruit del «desconeixement» del cas i esperava que se solucionés «des del sentit comú i a iniciativa de la Delegació del Govern». El portaveu de la formació política EH Bildu, Adolfo Araiz, denuncià la «croada particular» que la Delegació del Govern espanyol «està mantenint contra qui denuncia la tortura» i reiterà la petició de dimissió de la delegada. Una altra reacció a la carta fou la del diputat foral del Partit Popular, Javier García, que assegurà que «l'únic que ha fet la Delegació ha estat exigir el compliment de la llei vigent actualment», la qual obliga «que s'ha d'eliminar qualsevol mena de pintada o simbologia que es vinculi amb l'entramat terrorista».
El 12 de maig de 2016, la Delegació emeté un comunicat de justificació en el qual argumentà que en «cap moment vincula, relaciona o acusa Mikel Zabalza de pertinença a ETA» i que la pretensió del requeriment era eliminar la pintada amb les paraules "tortura" i "aztnugal" perquè busca «evitar que es continuï acusant les Forces i Cossos de Seguretat de l'Estat, de manera injustificada i generalitzada, de practicar la tortura». L'endemà, la germana de la víctima, Idoia Zabalza; el batlle d'Agoitz, Unai Lako; el batlle d'Orbaizeta, Sergio Mujika; el president de la Vall d'Aezkoa, Félix Jamar; juntament amb familiars i membres de la plataforma Mikel Zabalza Gogoan, compareixeren a Pamplona en roda de premsa per a manifestar que Mikel Zabalza «està al costat de les víctimes de la violència» i criticaren que la Delegació apostés «per embolicar més el cas en comptes de clarificar-lo». Al seu torn, el batlle d'Agoitz manifestà que el consistori local no esborraria el mural i presentaria al·legacions al segon requeriment. També anuncià la convocatòria d'un ple extraordinari, pel 17 de maig a les 19 hores, per a debatre la possible convocatòria, el 21 de maig a les 19:30 hores, d'una concentració de rebuig al requeriment davant del polèmic mural.

### Cantonada d'en Mikel

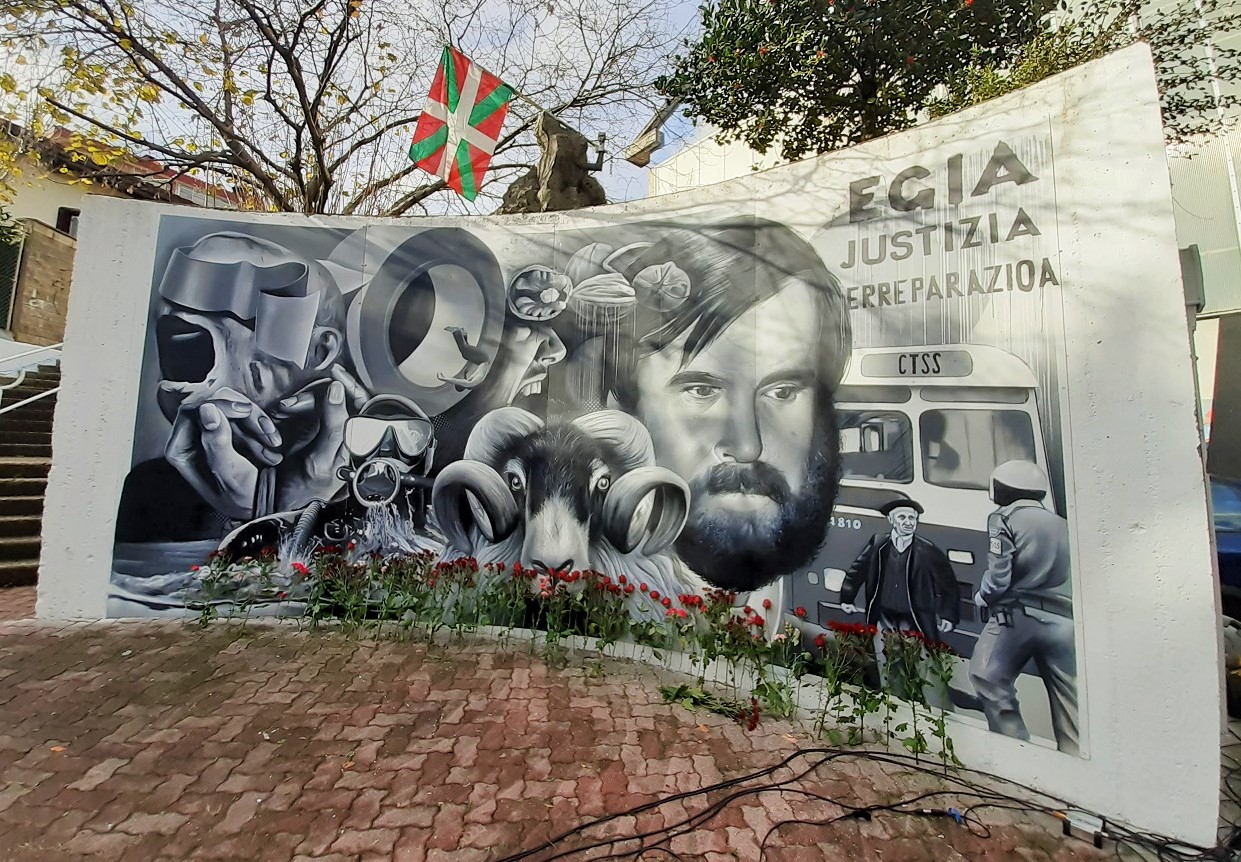
Cantonada d'en Mikel

Amb motiu del 35è aniversari de l'assassinat, l'Ajuntament de Sant Sebastià inaugurà la Cantonada d'en Mikel (Mikelen Txokoa), un memorial en forma de mur a la plaça de San Martzial d'Altza, el barri on durant anys residí la víctima. La inauguració tingué lloc el 19 de desembre de 2020 i es realitzà un homenatge a Zabalza, gràcies a l'acord pres unànimement per tots els partits polítics del consistori (PNB, PSE, EH Bildu, PP i Elkarrekin Donostia). A l'acte, presidit amb l'escut i la bandera de Sant Sebastià, el batlle Eneko Goia destacà el fet que fos un empleat municipal de la Companyia de Tramvies de Sant Sebastià i feu una crida a les persones amb responsabilitat, poder i capacitat per a ajudar a aclarir la qüestió, com a pas essencial per a tancar les ferides de familiars i amistats del jove assassinat. Una de les seves germanes, Lourdes Zabalza, agraí a l'Ajuntament l'esforç per a evitar l'oblit i afegí que sentir el seu suport era «molt important» per a la família. L'acte finalitzà amb un minut de silenci i, posteriorment, amb el lliurament d'un ram de roses blanques al costat de la placa explicativa del monument, al so musical de txistularis.

### DocumentalOn és en Mikel?
El 2020 s'estrenà el documental On és en Mikel? (en basc, Non dago Mikel?), codirigit per Amaia Merino i Miguel Ángel Llamas «Pitu» i produït per Izar Films i Ahotsa.info, en el qual es tracta de forma detallada els esdeveniments ocorreguts arran de la seva detenció i compta amb la participació de tres generacions diferents de la família de Zabalza. El títol s'inspira en el lema de la pancarta «Hemen ez dago gidaria. Non dago?» ("Aquí no hi ha conductor. On és?"), una consigna que realitzaren els seus companys de l'empresa municipal de transports i penjaren en un autobús de Sant Sebastià poc després de la seva desaparició.
El setembre de 2020, es projectà per primera vegada en ocasió del Festival Internacional de Cinema de Sant Sebastià, on rebé, per unanimitat, la menció especial del jurat del premi Irizar al cinema basc, «en reconeixement del testimoni de les horroroses i sistemàtiques violacions als drets humans a través d'un necessari treball amb imatge d'arxiu». A més, el 2 de desembre de 2020, els seus directors foren guardonats amb el Premi Lauaxeta de 2020, en la categoria d'audiovisuals, que atorga la Diputació de Biscaia a obres documentals sobre memòria històrica en llengua basca. Un any després, el desembre de 2021, la pel·lícula guanyà el premi al millor llargmetratge al Festival Internacional de Cinema Documental de l'Uruguai (Atlantidoc).
El 26 de febrer de 2021 s'estrenà als cinemes, gràcies a la distribuïdora Atera Films. Per televisió s'estrenà l'11 de gener de 2022 al programa Sense ficció de TV3, emissora de la Corporació Catalana de Mitjans Audiovisuals (CCMA), en una versió reduïda i subtitulada. Posteriorment, la corporació de ràdio i televisió pública basca Euskal Irrati Telebista (EiTB) decidí emetre'l el 10 de març de 2022 a través del canal de televisió en basc ETB 1.

### Programes a la CCMA
La Corporació Catalana de Mitjans Audiovisuals (CCMA), l'entitat de ràdio i televisió pública de Catalunya, li dedicà més d'un programa al cas. El primer d'ells fou el 21 de desembre de 1985, pocs dies després del succés, amb l'emissió del reportatge «cas Zabaltza: versions i versions» al 30 minuts de TV3. Anys després, el 12 de desembre de 2021 a les 21h, el programa de Catalunya Ràdio Crims dedicà un capítol de la quarta temporada a la desaparició i assassinat de Zabalza. Un mes després, l'11 de gener de 2022 a les 22:05h, s'emeté el documental On és en Mikel? al programa Sense ficció de TV3, en una versió reduïda a gairebé 65 minuts i subtitulada pels diàlegs de basc, però no els de castellà. L'audiència fou de 359.000 espectadors i una quota del 16,1%, convertint-se així en líder de la franja horària i el tercer documental més vist al Sense ficció de la temporada, després de Per molts anys, Mr. Bean (4 de gener de 2022) i Àngel Casas tal com raja (26 d'octubre de 2021).